# خانواده بوش
خانواده بوش (انگلیسی: Bush family) خانواده‌ای آمریکایی است که در سیاست و کسب و کار شهرت دارد. علاوه بر بانکداران و تاجران موفق، نسل‌های گوناگون این خانواده، دو سناتور، دو فرماندار و دو رئیس‌جمهور (که یکیشان معاون رئیس‌جمهور نیز بوده‌است) را در بر می‌گیرد. جرج هربرت واکر بوش و باربارا بوش ۷۰ سال است که با یکدیگر ازدواج کرده‌اند، و رکورد طولانی‌ترین زوج ریاست جمهوری در تأهل را در اختیار دارند. پیتر شوایزر، از زندگینامه نویسان این خانواده، بوش‌ها را «موفقترین دودمان سیاسی در تاریخ آمریکا» توصیف کرده‌است. بنا به برخی منابع آنلاین، خانوادهٔ بوش عمدتاً از تبار انگلیسی و آلمانی است.

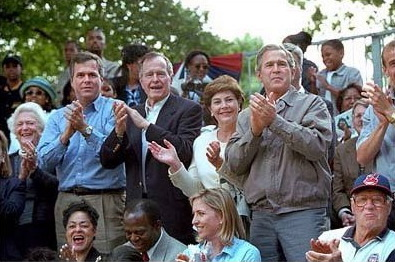
پنج عضو خانواده بوش

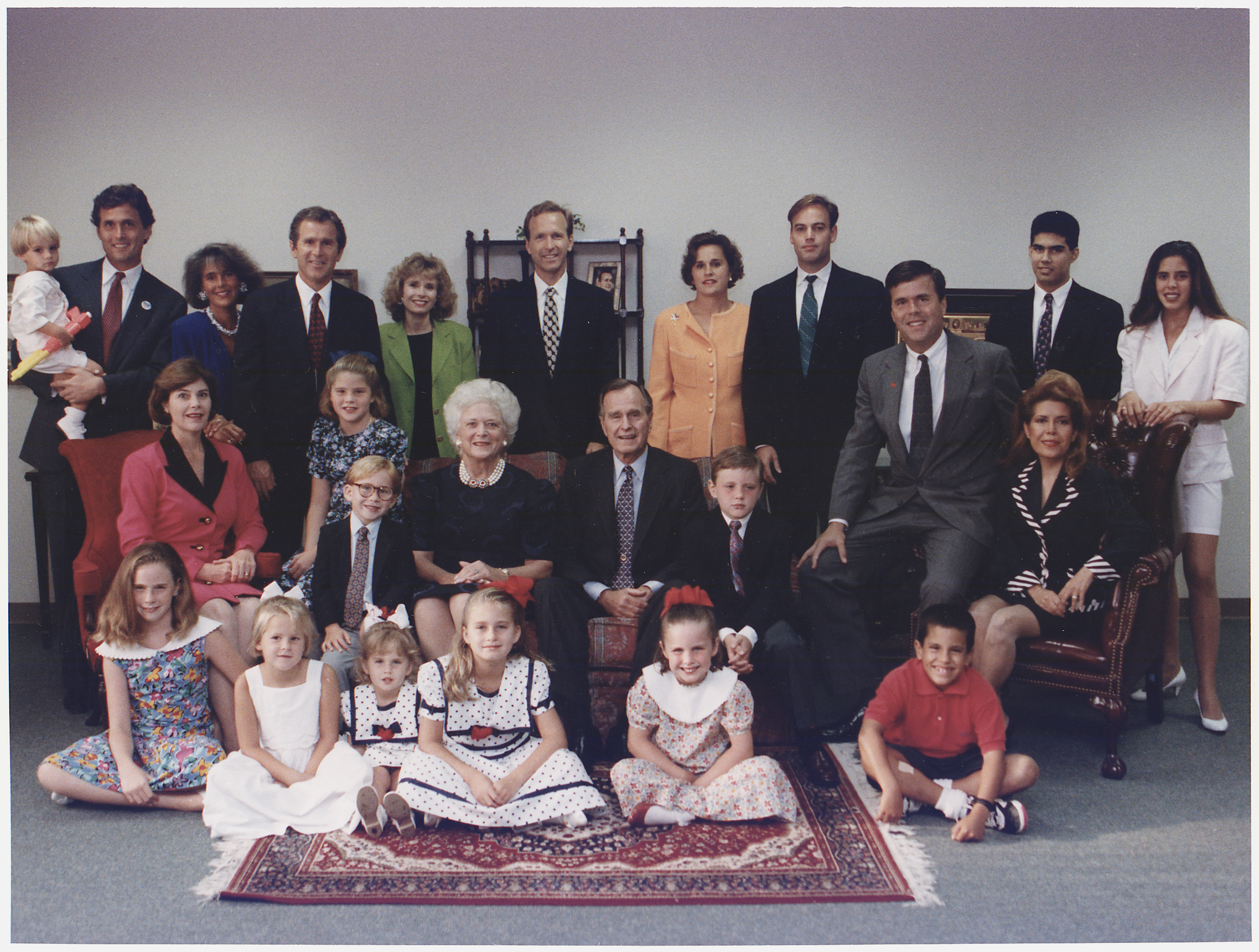
خانواده بوش در سال ۱۹۹۲